# 劉夢松
劉夢松，字国夏，号邻苍，福建泉州府同安縣東橋人，明朝政治人物。

## 生平
十一月初一日生，治易经。萬曆十六年（1588年）戊子科福建鄉試七十三名舉人，萬曆二十三年（1595年）乙未科會試第一百九名，廷試三甲第八十三名進士，工部觀政，授扬州府學教授，二十六年升国子监博士，助二十七年升刑部山西司主事，二十八年恤刑廣西，升员外、郎中，尋出为台州府知府。善政宜人，台人祠祀之。遷江西按察副使，任职未满，因家事辞归。

## 家族
曾祖劉韓權。祖父劉恭，封監察御史。父刘存德，戊戌進士、广东副使。嫡母董氏，继母葉氏，生母韓氏。永感下。兄刘梦驺，字国成，号应南，存德第三子。六岁随父守南康，值父疾，哀号求代。母殁官舍，梦驺偕弟梦松护丧归，路人感动。年十四为诸生，于书无所不窥。父存德去世后，因长兄刘梦龙牵连洪朝選一案，兄弟各自出逃，藏匿于其父友人茅坤家中。二年后始归，万历三十一年癸卯（1603年）去世，年五十一。弟劉夢潮，万历四十七年進士。
娶蘇氏，子孟範、仲節、叔符、季籥、季筠。